# Communauté d'administration d'Ershausen-Geismar
La Communauté d'administration d'Ershausen-Geismar (Verwaltungsgemeinschaft Ershausen-Geismar) réunit onze communes de l'arrondissement d'Eichsfeld en Thuringe. Elle a son siège dans la commune de Schimberg et a été créée le 1er janvier 1997.

## Géographie

La communauté d'administration d'Ershausen-Geismar

La communauté regroupe 5 677 habitants en 2010 pour une superficie de 92,36 km2 (densité : 61,5 hab/km2.
Communes (population en 2010) : 
- Bernterode (bei Heilbad Heiligenstadt), (244) ;
- Dieterode (92) ;
- Geismar (1 174] ;
- Kella (548) ;
- Krombach (206) ;
- Pfaffschwende (350) ;
- Schimberg (2 297) ;
- Schwobfeld (121) ;
- Sickerode (158) ;
- Volkerode (245) ;
- Wiesenfeld (242).

La communauté d'administration est située dans le sud-ouest de l'arrondissement, à la limite avec l'arrondissement d'Unstrut-Hainich et celui de Werra-Meissner en Hesse.
Elle se trouve au nord de la Wipper, au sud des monts Ohm.

## Histoire
La communauté d'administration est née de la réunion des anciennes communautés de Geismar et Südeichsfeld.